# Ludwig Quidde
Ludwig Quidde (Bremen, 23 de março de 1858 — Genebra, 4 de março de 1941) foi um historiador, político e pacifista alemão.
Foi agraciado com o Nobel da Paz de 1927, delegado em várias conferências de paz.